# Шигль, Маркус
Ма́ркус Шигль (нем. Markus Schiegl; 7 июня 1975, Куфштайн, Австрия) — австрийский саночник, выступвший за сборную Австрии с 1987 года. Принимал участие в пяти зимних Олимпийских играх (1994—2010), однако не смог выиграть на них ни одной медали, дважды поднимаясь до четвёртой позиции (1998, 2006). На протяжении почти всей карьеры выступал в паре со своим старшим братом Тобиасом.
Маркус Шигль является обладателем 14 медалей чемпионатов мира, в его послужном списке пять золотых наград (парные заезды: 1996, 1997; смешанные команды: 1996,1997, 1999) пять серебряных (парные заезды: 1999, 2003, 2007; смешанные команды: 1993, 2008) и четыре бронзовые (парные заезды: 2001, 2008; смешанные команды: 1995, 2000). Пять раз спортсмен получал подиум чемпионатов Европы, один раз был вторым (парные заезды: 2002) и четыре раза третьим (парные заезды: 1998, 2000, 2010; смешанные команды: 2002).
Лучший результат на Кубке мира показывал в сезонах 1993—1994 и 1998—1999, когда поднимался в общем зачёте до второго места. В свободное от санного спорта время занимается горным велосипедом, сноубордингом и футболом. По совместительству служит офицером полиции.